# صلاح الحمداني
صلاح الحمداني، شاعر وكاتب وممثل ومخرج مسرحي عراقي. ولد في بغداد، محلة الفضل العزة، في الأول من تموز عام 1951. قضى أربعة أعوام في الجيش العراقي من 1969 إلى 1973.
ترك العراق لأسباب سياسية بعد أن أمضى أشهر من شبابه في دهاليز المعتقلات وإسطبلات تعذيب المناهضين لنظام صدام، وهو اليوم منفي ومقيم في فرنسا منذ عام 1975. بدأ كتابة الشعر في السجن وهو لم يبلغ من العمر سوى 20 عاما.
قام بزيارة لعائلته عام 2004 وذلك بعد سقوط نظان صدام حسين في العراق أي بعد 30 عاما من المنفى.
وفي عام 2008 أنتجت «إمانويل لاغرانج» فيلما وثائقيا عن صلاح الحمداني، حمل عنوان: «بغداد باريس، سيرة شاعر».

## علاقة الحمداني بالفن

### دراسة المسرح
درس المسرح في جامعة باريس الثامنة وله مشاركات عدة ومتنوعة بالأدب والفن، كذلك بفعاليات مسرحية وسينمائية وتلفزيونية. وله أيضا أعمال شعرية وقصصية منشورة باللغة العربية وأخرى مكتوبة باللغة الفرنسية أو مترجمة إليها.

### الإخراج
أقام الحمداني عدة أعمال في مجال الإخراج، كذلك في أعمال فنية تنشيطية على المسرح، لنصوص مسرحية وشعرية، قدمت على شكل أمسيات ومسرح جيب ومسرح شارع، ولقاءات أدبية وفكرية ثقافية وفي أنحاء عديدة من فرنسا والعالم.
في عام 2002، ساهم في كتابة حوار فيلم "بغداد داخل/خارج، بالعراقية، بالإضافة إلى مشاركة صوته فيه، وهو فيلم "وثائقي ـ روائي"، للمخرج العراقي سعد سلمان، عرض في فرنسا وفي دول أخرى من العالم.

## التمثيل
مثل في العديد من الأفلام الفرنسية والأجنبية والمسلسلات التلفزيونية الفرنسية. جسد على المسرح الفرنسي شخصيات: منها شخصية أنكيدو الأسطورية في ملحمة «كَلكَامش»، ملحمة سومرية ـ بابلية، من إخراج فيكتور غارسيا، عرضت على المسرح الوطني الفرنسي «قصر الشايو» في باريس عام 1979؛ ومثل شخصية «أحمد» العربي المهاجر، في مسرحية «لاتور دو لادفنس» للكاتب «كوبي» ومن إخراج «كلود كونفرتس»، عرضت على مسرح «الفونتين» في باريس عام 1981؛ وفي مسرحية «كفر شما» جسد شخصية «وليد» الفلسطيني، الذي يعود إلى قريته التي هدمها الجيش الإسرائيلي بعد حصوله على شهادة دراسية من الخارج، والمسرحية من تمثيل فرقة «الحكواتي الفلسطينية في القدس» ومن إخراج «فرنسوا أبو سالم»، عرضت ضمن جولة أوربية وفي لغات أجنبية مختلفة منها العربية واللهجة الفلسطينية... الخ وذلك بين عامي 1988ـ1989.

## أعماله الأدبية

### إصداراته الشعرية باللغة الفرنسية:
- عام 2025، "رسالة حب إلى فلسطين ـ Carta de amor a Palestina" للشاعر صلاح الحمداني؛ ترجمة لياندرو كالي. طبعة مشتركة Ediciones del Callejόn & Clarice، قرطبة – الأرجنتين.
- عام 2025، "خليلتي فلسطين ــ Palestine je te chéris"، مجموعة شعرية زودت بإبداعات فنية تخص فلسطين للفنان التشكيلي "يوسف ناصر"، كما زودت أيضا "بخاتمة" بقلم الشاعرة "إيزابيل لآني"، وصدرت عن دار نشر "المنار ــ Al Manar"، باريس.
- عام 2024، "بغداد حبيبتي، يليها بغداد سماء مفتوحة ـBagdad mon amour suivi de Bagdad à ciel ouvert "، طبعة جديدة، [الرابعة]، زودت بمقدمة كتبها الشاعر الفرنسي المعروف Jean-Pierre Siméon وصدرت عن دار نشر [سيّن ــ Cygne]، باريس.
- عام 2023، «حصاد المنفى ـــ Récolte d’exil، قصائد 1979 ــــ 2023» دار نشر «لونوفل أتانور ـــ Le nouvel Athanor»، باريس
- عام 2022، «مركب التمرد ــــ L'arche de la révolte» دار نشر «لونوفل أتانور ـــ Le nouvel Athanor»، باريس
- عام 2020، «ما تبقى من الضوء Ce qu'il reste de lumière» دار نشر [Les Éditions Sauvages]
- عام 2019، «المتيقظ، Le veilleur»، دار نشر [Éditions du Cygne]، باريس
- عام 2018، «النسغ والكلمات ــ La sève et les mots»، دار نشر «Voix d’encre, ـ صوت الحبر» والمجموعة مزودة بسبعة عشر لوحة فنية، للخطاط العراقي الكبير، الفنان غني العاني. وقدم لها المستعرب المؤرخ والمتخصص في اللغة والأدب العربي، الشاعر الفرنسي الكبير «أندريه ميكيل ـ André Miquel»، ومهد للمجموعة الشاعرة الفرنسية «إيزابيل لآني ـ Isabelle Lagny» يقع الكتاب في 114 صفحة من الحجم الكبير، Montélimar فرنسا.
- «عشق عكس النور»، وهو حوار شعري مشترك بين الشاعرة «إيزابيل لآني» وصلاح الحمداني. صدر عن دار نشر «لونوفل أتانور»، باريس، 2016
- «أحلمكِ ـ Je te rêve» دار نشر «بيبا» باريس، 2015
- «بغداد حبيبتي، يتبعه بغداد سماء مفتوحة» طبعة جديدة، دار «لو تان دي سيريز»، باريس، 2014
- «إعادة بناء الأيام» دار «برونو دوسة»، باريس، 2013
- «مواسم الطين»، دار المنار الفرنسية، باريس، 2011
- «كناس الصحراء»، دار «برونو دوسة»، باريس، 2010، وضم كذلك قصائد ترجمها من العربية إلى اللغة الفرنسية مع «إيزابيل لآني».
- «بغداد حبيبتي»، طبعة جديدة، دار «ليكري دو فورج وليده بلو»، باريس ـ كندا، 2008
- «بغداد سماء مفتوحة»، دار «ليكري دو فورج وليده بلو»، باريس ـ كندا، 2006
- «بغداد حبيبتي»، دار «أوب»، باريس، 2003 قصائد ضمن مجموعة قصصية حملت عنوان مقبرة العصافير

ترجمها إلى اللغة الفرنسية مع «إيزابيل لآني» عن كتابه «حياة بين قوسين» 2000 الصادر عن دار المدى في دمشق؛ ويحتوي الكتاب كذلك على نصوص سردية كتبها مباشرة باللغة الفرنسية.
- «مدى الأوجاع»، دار «هارمتان»، باريس، 2000
- «ما تبقى من الضوء»، دار «هارمتان»، باريس، 1999
- «الشك»، دار «كاركتير»، باريس، 1992

### من إصداراته الشعرية باللغة العربية:
- «حلم بلا أعمدة» أنطولوجيا شعرية، صدرت عن منشورات الاتحاد العام للأدباء والكتاب في العراق / بغداد 2022
- «قصائد بكل اتربتها» عن دار الشؤون الثقافية/ بغداد 2013
- «رأيت»، دار «مواقف»، حلب، 1997
- «أقصى النهارات»، دار «المدى»، دمشق، 1996
- «في القفار الماء»، منشورات «طباشير»، بروكسل، 1993
- «ناعي من أوروك»، منشورات «طباشير»، باريس، 1986
- «طرائد فمي2»، منشورات «طباشير»، باريس، 1984
- «طرائد فمي1»، منشورات «طباشير»، باريس، 1984
- «الوعيد بالإلحاد»، منشورات «النقطة»، باريس، 1983

### إصداراته الشعرية العربية المترجمة إلى الفرنسية:
- عام [2023]، "رأيت ـــ J’ai vu"، ثنائي اللغة، العربية والفرنسية، ترجمها بمساهمة "إيزابيل لآني" وصدرت عن دار نشر "كينفريستاني" La Kainfristanaise، فرنسا.
- عام [2019]، "كبرياء الأيام ـــ L’arrogance des jours"، ثنائي اللغة، العربية والفرنسية، ترجمها بمساهمة "إيزابيل لآني" وزود الكتاب بأعمال الفنان التشكيلي "غسان فيضي"، وصدرت عن دار نشر "المنار ــAl Manar" باريس.
- «بغداد ـ القدس، على حافة الحريق»، مع الشاعر اليهودي العراقي «روني سوميك»، دار «برونو دوسة»، باريس 2012، وهي مجموعة شعرية مشتركة بثلاث لغات: العبرية والفرنسية والعربية. ترجم قصائده بمشاركة «إيزابيل لآني»
- «رأيت، دار» «هارمتان»، باريس 2001
- «كبرياء الأيام»، دار «هارمتان»، باريس، 1997
- «فوق الطاولة ثمة سماء»، دار «هارمتان»، باريس [طبعة أولى 1988 وطبعة ثانية 2001
- «ذاكرة من الجمر»، دار «هارمتان»، باريس 1993
- «آثــر»، «طبعة خاصة»، باريس، 1985
- «ذاكرة الماء»، دار «كاركتير»، باريس، 1983
- «أقصى الصباحات»، دار «لو سكالية بلون»، باريس، 1981
- «حناجر قروية»، دار «سان جيرمان دو بره»، باريس، 1979

### إصداراته السردية باللغة العربية:
- "رسائل إلى خليلي في بغداد"، دار الكتاب، تونس، 2023
- "لهاث تحت سماء آيلة للسقوط"، دار الكتاب، تونس، 2023
- "العودة إلى بغداد"، Daree Books، كندا، 2022
- "التصفيق للسراب بيد واحدة"، دار الكتاب، تونس، 2021
- "لا أحد هناك"، دار الجمل، كولونيا ـ ألمانيا، 2021
- "حياة بين قوسين"، دار المدى، دمشق، 2000

### إصداراته القصصية والسردية العربية المترجمة إلى اللغة الفرنسية مع إيزابيل لآني:
- عام [2022]، "العودة إلى بغداد ــ Le Retour à Bagdad"، رواية سردية، صدرت عن "دار الكتاب" في كندا Éditions Daree Books, Canada, .
- «وداعا يا جلادي»Adieu mon tortionnaire ، عن دار نشر «لو تان دي سيريز» 2014 Éditions Le Temps des Cerises, Paris
- «العودة إلى بغداد ــ Le Retour à Bagdad"، دار «لو بوان سير لو أي»، باريس [2006]
- «مقبرة العصافير ـ بغداد حبيبتي»، دار «أوب»، باريس، [2003]

### إصداراته الشعرية والسردية باللغات الأجنبية:
- عام [2022]، "رماد اللحظة ــــ La ceniza del instante"، أنطولوجيا شعرية ثنائية اللغة [الفرنسية والإسبانية صدرت في العاصمة مدريد]، ترجمت القصائد من اللغة الفرنسية إلى اللغة الإسبانية من قبل الباحثة السيدة "فوينسانتا ألونسو" والروائي السيد "فريدريكو دو أرس" " Fuensanta Alonso et Federico de Arce"، وكتبت خاتمة الأنطولوجيا الشاعرة "إيزابيل لآني" Isabelle Lagny... وصدرت عن دار [Huerga Fierro editores]
- عام [2018]، "وداعاً بغداد ــــ قصائد مختارة من الذاكرة والمنفى"، أنطولوجيا شخصية باللغة الانكليزية، أعدها وترجمها من اللغة الفرنسية إلى اللغة الإنكليزية السيدة "سونيا أليند ــــ Sonia Alland". صدرت عن دار نشر "سيغول بوكس لندن ليميتدSeagull Books London Limited""
- عام [2008] «بغداد حبيبتي»، عن دار «كربيستون برس للنشر»، نيويورك، [كتاب يضم مختارات شعرية وسردية] ترجم من الفرنسية إلى الإنكليزية من قبل السيدة «سونيا ألاند».

### الكتب الفنية:
- "قصائد ورسالة من منفي إلى أمه"، ترجم من العربية إلى الفرنسية من قبل المؤلف بالتعاون مع إيزابيل لآني، وصدر مع رسوم للفنانة "دانييل لوازيل"، عن منشورات "سيجنام"، باريس، 2024.
- "طبيعة"، صمم مع رسوم للفنانة « كلودي لافيرني-بوسكيت»، ونشر باللغة الفرنسية، عن منشورات كلودي لافيرني-بوسكيت، PERN .2024.
- «الأم»، دار «لا مارجريد»، مدينة «نيم»، [2013] مجموعة شعرية فنية بالفرنسية مع رسوم للفنان «روبير لوبه».
- «هذه المطرة قادمة من سحابة أخرى»، دار «لا مارجريد»، مدينة «نيم»، [2012] مجموعة شعرية فنية بالفرنسية مع رسوم للفنان «روبير لوبه».
- «سراب»، دار «سيجنام»، باريس، [2011] وهو كتاب فني صمم مع رسوم للفنانة «دانيال لوازل»، ونشر باللغة الفرنسية.
- «مواسم الطين»، دار «المنار» باريس، [2011] وهو كتاب فني صمم مع رسوم للفنان «يوسف ناصر»، ونشر ثنائي اللغة: الفرنسية والإنكليزية. ترجمة القصائد من الفرنسية إلى الإنكليزية السيدة «سونيا ألاند».
- «مطر تموز»، دار «سان لورنس»، مدينة «لوجانو» الإيطالية، [2011] وهو كتاب فني صمم مع رسوم للنحات «سليم عبد الله»، ونشر ثنائي اللغة الفرنسية والإيطالية. ترجمة القصائد من الفرنسية إلى الإيطالية السيدة «فالنتينا نابوليتانو».
- «زخة من بعيد»، عن منشورات «لا لون بلو»، باريس، [2010] وهو كتاب فني صمم مع رسوم للفنانة «ليديا بدلك»، وصدر الكتاب ثنائي اللغة: العربية والفرنسية.
- «رمال»، دار «لا مارجريت»، مدينة «نيم» الفرنسية، [2009] وهو كتاب فني صمم مع رسوم للفنان «روبيير لوبه» ونشر بقصائد مشتركة مع الشاعرة «مارلينا برستر» وهو بثلاث لغات: العربية والعبرية والفرنسية.
- «قصائد بغداد»، دار «سيجنام»، باريس، [2005] وهو كتاب فني صمم مع رسوم للفنانة«دانيال لوازل»، ونشر ثنائي اللغة: العربية والفرنسية.

اختيرت قصائده لعدة أنطولوجيات شعرية باللغة الفرنسية :
- «60 قصيدة ضد الكراهية» دار، باريس، [2014]

«الشعر في قلب الفنون» دار «برونو دوسة» باريس، [2014]
- «شعر فرنكوفون»، دار «برونة دوسة» باريس، [2013]
- «فتح القرن الحادي والعشرين» دار «لو نوفل أتانور»، باريس، [2013]
- 116 شاعر من عالم آخر يدافعون عن النظام البيئي لكوكب الأرض في عام 2013
- الأصوات الحية من البحر الأبيض المتوسط، دار «برونو دوسة»، مدينة «ست» [2012]
- «اللغز»، دار «لو نوفل أتانور»، باريس، [2012]
- «الطفولة»، دار «برونو دوسة»، باريس [2012]
- أتانور الشعراء، دار «لو نوفل أتانور»، 1991ـ2011، باريس، [2011]
- نحن، الذين لا نعد ولا نحصى، دار «لو تان دو سيريز»، باريس، [2011]
- وإذا لم يكن الأحمر موجودا، دار «لو تان دو سيريز»، باريس، [2010]
- الأصوات الحية من البحر الأبيض المتوسط، دار «أونكر ولوميير»، مدينة «ست» [2010]
- في مكان آخر، «الفصل الثاني»، سنة في الشعر، دار «متحف رامبو» مدينة «شارل فيل ـ ميزيير» [2009]
- الانتظار، دار «لو نوفل أتانور»، باريس، [2008]
- أشعار اللغة الفرنسية، 144 شاعر من حول العالم، دار «سيجير»، باريس، [2008]
- السنة الشعرية، دار «سيجير»، باريس، [2007]
- أجمل القصائد عن السلام، دار «شيرش ميدي»، باريس، [2005]

نشاطات فنية، موسيقية مسرحية وأدبية:
اختيرت قصائد من مجموعته «رأيت»، الصادرة باللغة الفرنسية إلى المسرح، من قبل الفنانة «بولين برونه سانشو» وفرقتها [مسرح اللقاء]. وعرض العمل تحت عنوان «المنفى حبيبي»، على خشبة مسرح معهد العالم العربي [1993] باريس؛ أعد للمسرح نصه المعنون «حياة بين قوسين»، من قبل الفنان العراقي «هادي الخزاعي» وتم عرضه في عام [1998] في هولندا؛ أسس في أسبانيا فرقته المسرحية «أثر» [1986]، وقدم بنجاح مسرحيتين، «الرجل المستطيل»، عربي ـ أسباني، كتبها وأخرجها للمسرح، ومسرحية «الفلسفة الثرثارة» كتبها أعضاء فرقته باللغة الكتلانية، وكانت من إعداده وإخراجه؛ أعد وأخرج للمسرح [بالفرنسية]، عن نصوص الشاعر اليوناني «ينيس ريتسوس» «الصمت ليس ورديا أنه أبيض» [1985]؛ أشرف في باريس ولأعوام عديدة على ورشة فنية تحمل أسم «حقل الكلمات»، والتي تحولت بعد ذلك إلى جمعية ثقافية تحمل نفس الاسم، هدفها تشجيع وترجمة الشعر، وإصدار وتوزيع بوسترات تجمع ما بين القصيدة والرسم والخط والصورة؛ ساهم وشارك بتأسيس دار نشر في باريس تحت أسم «السلالم البيضاء»، وكذلك قام بمحاولات عدة بتأسيس ونشر مجلات شعرية أدبية، وباللغتين العربية والفرنسية. أولها كانت مجلة «طباشير»، صدر منها ستة أعداد وأربعة مجموعات شعرية، أما المجلة الثانية فكانت تحمل أسم «مرفأ»، صدر منها عدد واحد وتوقفتا لصعوبات مالية.
نظم الحمداني في أنحاء مدن فرنسا والعالم وساهم وشارك في كثير من الأمسيات والمهرجانات الثقافية والفنية والأدبية، واللقاءات والقراءات الشعرية مع الموسيقى والمقابلات السمعية والبصرية السياسية والفكرية على مدى [35] عاما؛ هي حزمة أعوام منفاه التي لا زالت مستفحلة وتزداد ثقلا وحجما.
نشر العديد من القصائد والنصوص الأدبية والمقابلات الفنية وترجمت قصائده للغات مختلفة
اختيرت قصائده المكتوبة بالفرنسية في «انطولوجيات» شعرية فرنسية.
ورشحت أعماله في أنحاء عديدة من العالم، وحاز على بعض الجوائز والمنح.
بعد عام [2000]، وإلى جانب مشاركته في العديد من القراءات الشعرية في فرنسا وخارجها، قام بإعداد وتقديم نصوصه الشعرية بعمل على المسرح يجمع بين الموسيقى والشعر، حمل عنوان "بغداد سماء مفتوحة"، مع الممثلة " Frédérique Bruyas فريديريك بروياس" وملحن العود أحمد مختار، وعرض العمل على مسرح المركز الثقافي تشارلي شابلن، "فو ان فيلين Vaux en Velin في عام 2007.
ومع عازفة التشيلو violoncelle «كاترين ورنييرCatherine Warnier» أعد عملا من نصوصه الشعرية حمل عنوان «ما تبقى من الضوء»، يقرءاه مع موسيقى «باخ»، وقد قدم العمل في أكثر من مهرجان ومناسبة وذلك منذ عام [2008]؛ ومنذ عام [2010 إلى عام 2013] تم تكريمه كشاعر، حيث اختيرت قصائده لتغنى من قبل الفرقة الموسيقية الفرنسية «براتش Bratsch» وهو يشارك معهم بجولة في مدن فرنسا في عمل فني موسيقي يحمل عنوان «الشرق حبيبي»، وقد لحن الموسيقى لقصائده عازف الكمان والملحن «برونو جيرار Bruno Girard» وعازفة العود الملحنة كاميليا جبران.
لم يتوقف صلاح الحمداني عن الكتابة وذلك منذ عام [1971]، وهو الآن صاحب العديد من الأعمال الأدبية في [الرواية، الشعر، السرد والقصة]، ونشرت معظم كتبه باللغة العربية أو الفرنسية. وكان قد نشر بعضا من كتاباته في الصحف العراقية المحظورة في العراق في زمن الدكتاتورية البائدة.
في السنوات الأخيرة، تم تلحين وغناء بعض من قصائده في اللغة العربية واللغة الفرنسية من قبل الفنانين:
«هيرفي مارتن»Hervé Martin ، «برونو جيرار»Bruno Girard، «كاميليا جبرانKamylia Jubran»، «رولا سفارRoula Safar»، «أرنو دولبو Arnaud Delpoux»...

## المصدر
1. ↑  شعراء.أورج، QID:Q24635963
2. ↑  (بالعربية)السيرة الذاتية لصلاح الحمداني نسخة محفوظة 22 يناير 2015 على موقع واي باك مشين.